# Embalse de Francisco Abellán
El Embalse de Francisco Abellán (o simplemente Presa de Abellán) se encuentra situado cerca de la localidad española de Lopera, en el centro de la provincia de Granada, sobre el cauce del río Fardes, y entre los términos municipales de La Peza y Cortes y Graena.
El río Fardes es el principal afluente del Guadiana Menor, por su margen izquierda.

## Historia
La Confederación Hidrográfica del Guadalquivir estudió, en el año 1974, dentro del Plan Coordinado de Obras, con motivo de las inundaciones de octubre de 1973, la posibilidad de construir un embalse de regulación con el objetivo de evitar futuras inundaciones y garantizar el agua de los regadíos tradicionales de la comarca de Guadix. El primer proyecto del que en ese entonces se nombraba pantano del Peñón de los Gitanos se debió al ingeniero granadino, nacido en La Peza, Francisco Abellán Gómez, autor de muchos otros proyectos hidráulicos en la provincia de Granada, por quien ha tomado su actual nombre el embalse.
La evolución demográfica de esta comarca, básicamente agrícola, fue negativa entre los años 50 y 70 del siglo XX, existiendo emigración incluso hacia otras comarcas de la misma provincia granadina. La presa Francisco Abellán y el canal de la Hoya de Guadix, ya construido, que se nutre de ella, solucionaron en buena medida esta grave situación social.
Supuso la garantía durante los meses de verano de un caudal suficiente de riego en las aproximadamente 5.000 ha, que ocupa la vega de la Hoya de Guadix. Esta garantía en el suministro, puso fin a la situación de incertidumbre que hasta entonces era un freno a las inversiones en la mejora y acondicionamiento de las tierras, revitalizándose el cultivo de frutales, de gran tradición y calidad en la zona, pero que en los últimos años, con fuertes sequías su producción había caído considerablemente.
Las obras de la presa comenzaron en mayo de 1991 y terminaron en enero de 1998.

## Geología
La presa se sitúa en la depresión de Guadix, en terrenos del Mioceno Superior. Está constituida por dos formaciones:
- Formación Morollón: conglomerados, calcarenitas y margas localmente arenosas d tono gris azulado.
- Formación Molicias: facies de margas azules, turbidíticas y marinas someras.

En la parte alta de la margen derecha, aflora un paquete de calcarenitas de 20 a 22 m de espesor. Presenta buzamiento de unos 15º, pasando a subhorizontal hacia el oeste y agua arriba.
Debajo de este resalte aparecen 10 a 11 m, de margas azules, con bloques caídos, en superficie, del paquete superior.
Por debajo de las margas aparece un segundo paquete de calcarenitas, de 8 metros de espesor, con niveles de arena suelta y nódulos de carbón.
El lecho del río está ocupado por estos mismos materiales, pero menos cementados, y cubiertos por un potente depósito aluvial, de predominio arenoso.
En la margen izquierda, se observa un extenso pie de monte, que cubre la parte baja de la ladera. esde la cumbre hacia abajo se observan los siguientes materiales:
- En la cumbre, conglomerados Formación Guadix.
- Debajo, aparecen calcarenitas en un paquete de 12 metros de espesor.
- Bajo las calcarenitas, una zona blanda, limosa de unos 20 metros de espesor.

Sigue un paquete de calcarenitas de unos 12 metros y otro limoso de 7 u 8 metrosbajo el cual hay unos 8 metros de calcarenitas.

## Características del embalse
Cuenca: Guadalquivir
Provincia: Granada
Municipio: La Peza, Cortes y Graena
Río: Río Fardes

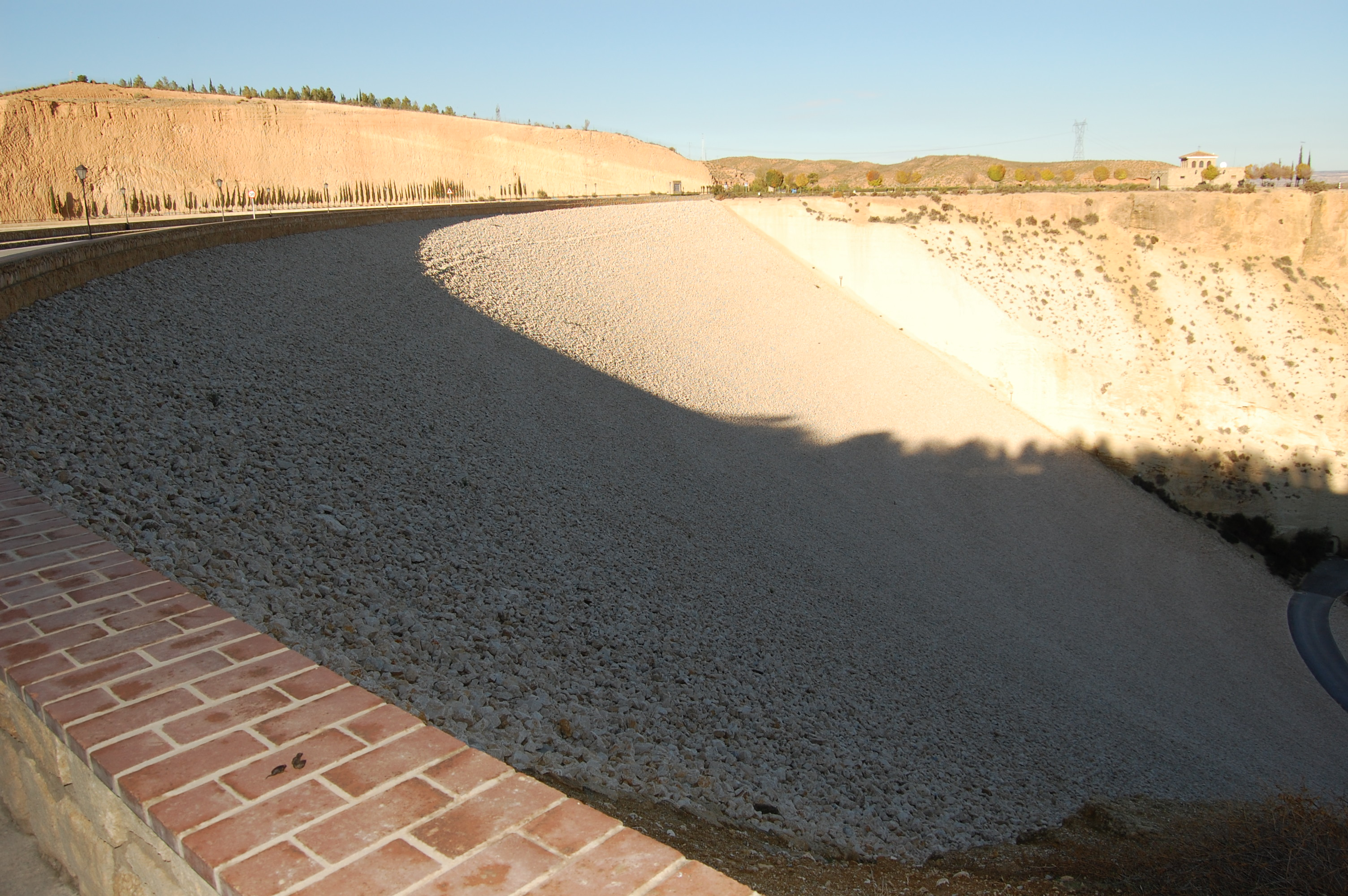
Detalle de la presa

Tipo de Pantano: Materiales sueltos núcleo arcilla
Año de construcción: 1991-1995
Superficie de la Cuenca: 184,40 km²
Perímetro de la Cuenca: 85,00 km²
Longitud del cauce principal: 28 km
Aportación media en la presa: 25,70 hm³/s
Perímetro del embalse: 22,50 km
Caudal medio del río: 0,81 m³/s
Cota NMN (Nivel Máximo Normal): 955 m s. n. m. (metros sobre el nivel del mar)
Capacidad a NMN: 58,21 hm³
Superficie a NMN: 231,26 ha

### Características de la presa
Tipo: Materiales sueltos
Núcleo: arcilla, vertical, centrado
Longitud de coronación: 250,8 m
Altura de la presa: 88,00 m.
Radio de curvatura: 200 m
Anchura de coronación: 13 m
Anchura máxima del cimiento: 290 m
Anchura de berma: 6 m
Cota de coronación: 960 m s. n. m.
Cota del río en el eje: 882 m s. n. m.
Cota de berma: 900,00 m s. n. m.

### Núcleo de arcilla
Ancho de cimientos: 48,5 m
Ancho de coronación: 5 m
Taludes: 1/4
Filtros
Fino: 3 m
Grueso: 5 m
Ancho de la transición de la escollera: 4 m
Pantalla de hormigón plástico
Longitud: 92 m
Profundidad: 35 m
Espesor: 0,8 m
Cota de inicio de la pantalla: 840,7 m s. n. m.
Cota de coronación de la pantalla: 875,7 m s. n. m.

### Aliviadero
Tipo: de labio fijo
Perfil: Creager
Número de vanos: 1
Longitud: 50 m
Cota umbral de vertido: 955 m s. n. m.
Cota del NAE: 958,81 m s. n. m.
Resguardo mínimo: 2,18 m
Longitud del canal: 200,00
Pendiente máxima: 32%
Capacidad máx. desagüe (cota 960,00): 1264,15 m³/s

### Túnel
Longitud total: 371,75 m
Longitud total entrada: 24,5 m
Falso túnel salida: 7,4 m
Cota de entrada: 885,77 m s. n. m.
Pendiente: 0,80%